# نیولین
latitudeنیولینlongitudeنیولین
نیولین (به انگلیسی: Newlyn) یک شهرک در بریتانیا است که در کورنوال واقع شده‌است.

## خصوصیات
نیولین ۴٬۶۲۳ نفر جمعیت دارد.